# Marc Enoumba
Marc François Enoumba (Duala, Wouri; 4 de marzo de 1993) es un futbolista boliviano de origen camerunés que juega como defensa. Es internacional con la selección de fútbol de Bolivia. Actualmente milita en Blooming de la Primera División de Bolivia.

## Trayectoria

### Inicios
Nació en Camerún y llegó a Bolivia en el año 2016 y formó parte del Club Municipal Tiquipaya hasta mediados del año 2017. Jugó en el Deportivo Escara hasta el final de ese año.

### Club Always Ready
A principios del año 2018 fichó con el Club Always Ready que en ese año se encontraba en la Asociación de Fútbol de La Paz, ese mismo año se consagró campeón del torneo con el equipo de la Banda Roja y ascendieron a la Primera División de Bolivia para la temporada 2019.

## Selección nacional
Habiendo vivido en Bolivia por más de 5 años, Enoumba es elegible para jugar en la selección nacional de Bolivia. Hizo su debut el 2 de septiembre de 2021 en un partido de la clasificación para la Copa del Mundo contra Colombia, un empate 1-1 en casa. Sustituyó a Diego Bejarano en el descanso.

## Clubes
| Club                   | País    | Año               |
| ---------------------- | ------- | ----------------- |
| FC Sanaga              | Camerún | ??                |
| Union Douala           | Camerún | ??                |
| Njala Quan SA          | Camerún | ??                |
| Dynamo Douala          | Camerún | 2015              |
| Municipal de Tiquipaya | Bolivia | 2016 - 2017       |
| Deportivo Escara       | Bolivia | 2017              |
| Always Ready           | Bolivia | 2018 - 2023       |
| Royal Pari             | Bolivia | 2023              |
| The Strongest          | Bolivia | 2024              |
| Blooming               | Bolivia | 2025 - Actualidad |

## Palmarés

### Títulos nacionales
| Título             | Club         | Año           |
| ------------------ | ------------ | ------------- |
| Copa Simón Bolívar | Always Ready | 2018          |
| Primera División   | Always Ready | Apertura 2020 |